# Schwedische Bandynationalmannschaft der Damen
Die schwedische Bandynationalmannschaft der Frauen ist eine vom Verbandstrainer getroffene repräsentative Auswahl von schwedischen Bandyspielerinnen, für internationale Spiele. Die Mannschaft zählt zu den erfolgreichsten Frauen-Bandynationalmannschaften der Welt. Sie hat bisher alle Weltmeisterschaften gewonnen.
Das Trikot der Schwedischen  Frauen-Bandynationalmannschaften ist entweder gelb oder blau. Der aktuelle Trainer ist Roger Jacopsson.

## Erfolge bei internationalen Turnieren
Die Schwedische  Frauen-Bandynationalmannschaft kam bei allen bisherigen Weltmeisterschaften ins Finale und konnte diese Spiele gewinnen. Der Finalgegner war ausschließlich Russland. Bei den Turnieren von 2004, 2006 und 2008 zog die Mannschaft ohne Verlust bzw. Unentschieden ins Endspiel ein. Beim Turnier von 2007 gab es zwei Unentschieden (3:3 gegen Russland, 0:0 gegen USA).
| Turnier                                | Ort                                            | Platzierung  |
| -------------------------------------- | ---------------------------------------------- | ------------ |
| Bandy-Weltmeisterschaft der Damen 2004 | Lappeenranta, Finnland                         | Goldmedaille |
| Bandy-Weltmeisterschaft der Damen 2006 | Roseville, Minnesota, Vereinigte Staaten       | Goldmedaille |
| Bandy-Weltmeisterschaft der Damen 2007 | Budapest, Ungarn                               | Goldmedaille |
| Bandy-Weltmeisterschaft der Damen 2008 | Schweden (Grängesberg, Karlsbyheden, Borlänge) | Goldmedaille |
| Bandy-Weltmeisterschaft der Damen 2010 |                                                | Goldmedaille |
| Bandy-Weltmeisterschaft der Damen 2012 | Irkutsk, Russland                              | Goldmedaille |

## Weblink
- Schwedischer Bandyverband